# Трансферное окно
Трансферное окно (в документах ФИФА — Регистрационный трансферный период) — период времени, в течение каждого года, в который футбольные клубы могут совершать трансферы, то есть покупать или брать в аренду игроков других клубов для участия в предстоящих или текущих соревнованиях. Такая передача заканчивается регистрацией в ФИФА футболиста в новом клубе.
Согласно регламенту ФИФА сроки регистрационных периодов для каждого национального чемпионата определяет национальная футбольная ассоциация. При этом существует ряд ограничений: в течение одного календарного года может быть проведено только два трансферных окна. Первое окно начинается в конце футбольного сезона и не может длиться дольше 12 недель, второе окно открывается в середине сезона и может длиться не более 4 недель.
Согласно действующей практике, футболист может заключить контракт с клубом какой-либо страны, если там открыто трансферное окно. Переходы между лигами разных стран, связанные с уходом из страны футболиста, возможны только в том случае, если у принимающей страны открыто трансферное окно в это время. Для ухода из клуба не обязательно, чтобы трансферное окно было открыто, контракты футболистов могут заканчиваться в любое время, однако для последующего трудоустройства футболист должен дождаться трансферного окна.
В Европе с сезона 2002/03 года, в рекомендательной форме, при взаимодействии УЕФА и Европейской комиссии принята единая система трансферного окна для всех европейских футбольных лиг (51). Согласно ей, определены два трансферных периода для внутренних европейских чемпионатов. Первый, с момента окончания футбольного сезона (середина-конец июня) по 31 августа, второй, с 1 января по 31 января (во время паузы в чемпионате). Тем не менее точные правила и возможные исключения устанавливаются руководящим органом каждого национального чемпионата, и УЕФА может лишь рекомендовать те или иные поправки и дополнения.

## Текущая практика
В регулирующей документации ФИФА прописано, что в течение календарного года должно быть два окна, длинное (не дольше 12 недель) в перерывах между футбольными сезонами и короткое (не дольше 1 месяца) в середине сезона. Конкретные сроки и даты зависят от цикла конкретной футбольной лиги и регулируются национальными футбольными властями.
Большинство ведущих европейских лиг (Испания, Германия, Англия, Италия, Франция и др.) начинают футбольный сезон по схеме «осень-весна», то есть во второй половине года (август-сентябрь) и заканчивают в первой половине следующего года (май-июнь), таким образом, первое трансферное окно длится с июня по август, второе же в середине сезона в январе.
Периоды окон отличаются в Северной Европе (Норвегия, Швеция) и в лигах стран Южного полушария (Бразилия, Австралия, Кения и др.). Там, как правило, футбольные сезоны играются по схеме «весна-осень», стартуя ранней весной и заканчиваясь ранней зимой этого же года, таким образом, первое трансферное окно длится с декабря-января по март-апрель, второе же в июне-июле.

### Окна в некоторых лигах (актуальная информация только поРоссии)
| Первое окно                      | Второе окно                        | Национальная лига         |
| -------------------------------- | ---------------------------------- | ------------------------- |
| 26 июля — 17 октября (лето 2020) | 29 января — 25 февраля (зима 2021) | Россия                    |
| 1 января — 31 марта              | 15 июля — 15 августа               | Норвегия                  |
| 1 января — 31 марта              | 20 июня — 20 июля                  | Бразилия                  |
| 8 января — 2 апреля              | 16 июля — 13 августа               | Япония                    |
| 10 января — 2 апреля             | 15 июля — 11 августа               | Швеция                    |
| 12 февраля — 6 мая               | 9 июля — 8 августа                 | США/Канада                |
| 1 марта — 30 апреля              | 1 — 31 августа                     | Финляндия                 |
| 9 июня — 31 августа              | 1 января — 1 февраля               | Шотландия                 |
| 1 июня — 31 августа              | 1 января — 2 февраля               | Франция, Германия, Италия |
| 11 июня — 1 сентября             | 5 — 31 января                      | Испания, Дания            |
| 17 мая — 9 августа               | 1 — 31 января                      | Англия                    |
| 16 июня — 8 сентября             | 25 января — 22 февраля             | Румыния                   |
| 1 июня — 31 июля                 | 14 января — 14 февраля             | Австралия                 |
| 1 декабря — 31 января            | 1 — 30 июня                        | Кения                     |
| 1 декабря — 31 января            | 1 — 30 июня                        | Эфиопия                   |
| 11 июня — 2 сентября             | 3 — 31 января                      | Нидерланды                |
| 10 июня — 1 сентября             | 1 января — 2 февраля               | Азербайджан               |